# Boschbad
Het Boschbad is een openluchtzwembad in de Nederlandse stad Apeldoorn. Het is gelegen in villawijk Berg en Bos aan de westkant van Apeldoorn en aan de rand van de Veluwse bossen. Het bad werd geopend op 20 juni 1934.
Het Boschbad is volgens de exploitant met 14 hectare het grootste openluchtzwembad van Nederland. Het beschikt over een wedstrijdbassin van 50 meter met duikplanken, een groot recreatiebad, een peuterbad omringd door een speelstrand en een kanovijver. Er zijn verschillende glijbanen en speeltoestellen en er is een sport- en speluitleen. Ook zijn er zonneweides, horecafaciliteiten en kleedkamers.
Naast zwemmen kan men er ook midgetgolfen, kanoën, basketballen en tafeltennissen.
Het zwembad wordt geëxploiteerd door recreatieonderneming Accres Apeldoorn en is geopend van ca. half mei tot half september (afhankelijk van de weersomstandigheden). De kanovijver wordt onder winterse omstandigheden soms geopend voor schaatsers.

## Historie
Het Boschbad werd aangelegd als gemeentelijke zweminrichting in de jaren dertig. In de eerste jaren waren er bassins voor gemengd zwemmen, voor heren, voor dames, voor kinderen en een voor wedstrijden. De mogelijkheid om niet gemengd te zwemmen, was tot stand gekomen op aandringen van de katholieke fractie in de gemeenteraad. De vijver van het naburige Park Berg en Bos, aangelegd in het kader van de werkverschaffing, werd gebruikt als verwarmingsbassin, het water hiervan werd middels een elektrische pompinstallatie in het Boschbad gepompt. Dit water was zo helder dat de naam in de jaren vijftig werd veranderd in Kristalbad.
Eind jaren 80 werd het bad tweemaal bijna gesloten, maar in de jaren 90 werd het bad gerenoveerd en van een glijbaan voorzien. Deze werd in 2010 vervangen door een exemplaar van bijna honderd meter lang.
In 2011 werd de naam van het openluchtbad terugveranderd in de oorspronkelijke naam Boschbad.

## Glijbaan
In 2010 werd er een glijbaan geïnstalleerd. Bij de bouw ervan werd al rekening gehouden met een mogelijk tweede glijbaan, en deze werd er in 2012 bijgebouwd en op 12 mei dat jaar geopend. De kern van de nieuwe glijbaan is een donkere rechte rode buis, waarin de gebruiker zonder bochten naar beneden gaat, en aan het eind over het water wordt gelanceerd.

## Monument
Aan de rand van de kanovijver bevindt zich een monument voor een in 1944 neergestorte B-17 bommenwerper. Het vliegtuig kwam beschadigd terug van een bombardement in Duitsland en had nog twee bommen bij zich. De piloot wist een ramp te voorkomen door zijn toestel in het toenmalige Boschbad neer te laten storten.

## Madurodam
Tussen eind jaren zestig en 1989 was een miniatuur van het Kristalbad in Madurodam te zien, totdat dit werd vervangen door een miniatuur van een spectaculairder bad, namelijk het Tikibad in Duinrel.